# 1,3-octanodiol
El 1,3-octanodiol es un diol de fórmula molecular C8H18O2. Es isómero de posición del 1,2-octanodiol pero, a diferencia de este, no es un diol vecinal, ya que los dos grupos funcionales hidroxilo no están unidos a átomos de carbono adyacentes. Es una molécula quiral dado que el átomo de carbono de la posición 3 es asimétrico. 

## Propiedades físicas y químicas
El 1,3-octanodiol es un líquido incoloro, de olor rancio y sabor amargo. Tiene su punto de fusión a 68 °C y su punto de ebullición a 255 °C (a una presión inferior de 25 torr es 170 °C).
Posee una densidad ligeramente inferior a la del agua, 0,980 g/cm³.
El valor estimado del logaritmo de su coeficiente de reparto, logP ≃ 1,6, implica una solubilidad considerablemente mayor en disolventes apolares que en agua.

## Síntesis y usos
El 1,3-octanodiol se puede sintetizar haciendo reaccionar 3-pentil-2-oxiranometanol con bis(2-metoxietoxi) aluminato de sodio durante diez horas. La solución acuosa resultante se vierte en éter dietílico y fluoruro de sodio, y luego se filtra a través de diatomita. Por último, el filtrado se concentra a presión reducida para obtener el diol.
El enantiómero R‐octano‐1,3‐diol de este compuesto se ha sintetizado a partir del correspondiente hidroxicarbonilo, protegido con (1-metoxi-2,2,2-trifeniletil)dimetilsilano, por reacciones de Grignard y Diels-Alder en presencia de bromuro de magnesio.
Este mismo isómero también se ha biosintetizado con metabolitos derivados de lipooxigenasa en manzanas almacenadas.
En la naturaleza, este diol se ha identificado en manzanas y peras, si bien se ha constatado la distinta proporción de sus dos enantiómeros (R)- y (S)-. De hecho, en peras provenientes de Pyrus communis L., la proporción del enantiómero (R)- es superior al 99%, lo que también se ha observado para el isómero (Z)- del alquenodiol 5-octeno-1,3-diol.
En este contexto, se ha desarrollado un método para la determinación de la cantidad total de 1,3-octanodioles en zumos de manzana; esta se lleva a cabo a través de 1,3-dioxanos mediante microextracción en fase sólida y cromatografía de gases de alta velocidad.
Por otra parte, los alcanodioles lineales con 7 - 10 átomos de carbono y grupos hidroxilo en las posiciones 1 y 3, pueden ser empleados como agentes conservantes para cosméticos y productos de cuidado personal. Son estables, tienen bajo punto de fusión, tienen una solubilidad apreciable en agua y emulsionan fácilmente, lo que hace que sean fáciles de formular en composiciones destinadas a su uso en cosméticos y champúes. En este sentido, el 1,3-octanodiol es un compuesto recomendable para este fin, así como sus ésteres derivados.